# Сибирская берёста
Музей «Сибирская берёста» в Новосибирске —  музей современного искусства по берёсте. В экспозиции музея представлена уникальная коллекция из более чем 400 предметов декоративно-прикладного искусства из берёсты профессиональных художников и народных мастеров Сибири.

## История музея
Музей был открыт 27 июня 2002 года в деревянном здании постройки 1917 года, являющемся ныне архитектурным памятником города Новосибирска. Идейным вдохновителем музея была Идея Тимофеевна Ложкина. В настоящее время музей находится в цокольном этаже здания по адресу: ул. Свердлова, 21 
- В июне 2003 года музей принимал участие в 5-м всероссийском музейном фестивале «Интермузей-2003».
- В июне 2003 года музей приняли в члены Союза музеев России.
- В сентябре 2003 года музей получил большую золотую медаль «Сибирской ярмарки» на выставке «Fresh art Siberia-2003».

## Экспонаты и деятельность музея

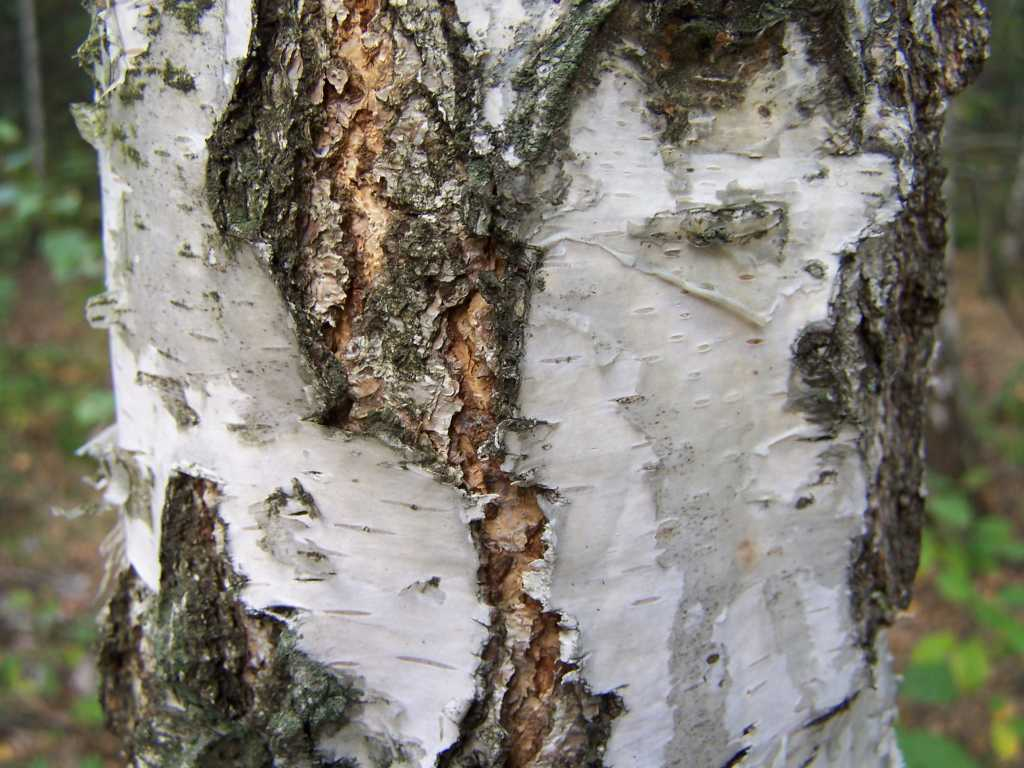
Берёсту используют в прикладном искусстве

В фондах музея представлены различные работы из берёсты сибирских мастеров: картины и иконы, посуда и украшения, сувениры, игрушки и др. В произведениях сибирских художников по берёсте отражены не только древние бытовые традиции работы с берёстой, но и представлен новый взгляд на возможности использования берёсты в современном декоративном искусстве. Всего в экспозиции музея представлены около четырехсот произведений берестяного искусства тридцати пяти профессиональных художников и народных мастеров из Новосибирска, Томска, Асина, Бердска, Кемерова, Нижнего Новгорода, Прокопьевска, Перми, с Алтая, из Мариинска, Ханты-Мансийска и др. В музее проводятся также выставки живописи, фотографии, проходят литературные встречи и вечера авторской песни. В музее можно приобрести авторские работы, изготовленные сибирскими умельцами.